# Bogolan

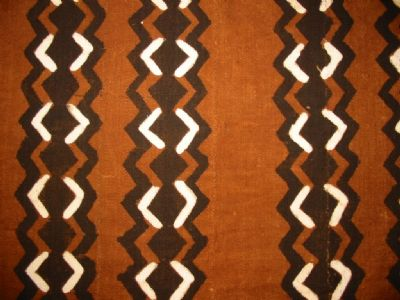
Bogolan.

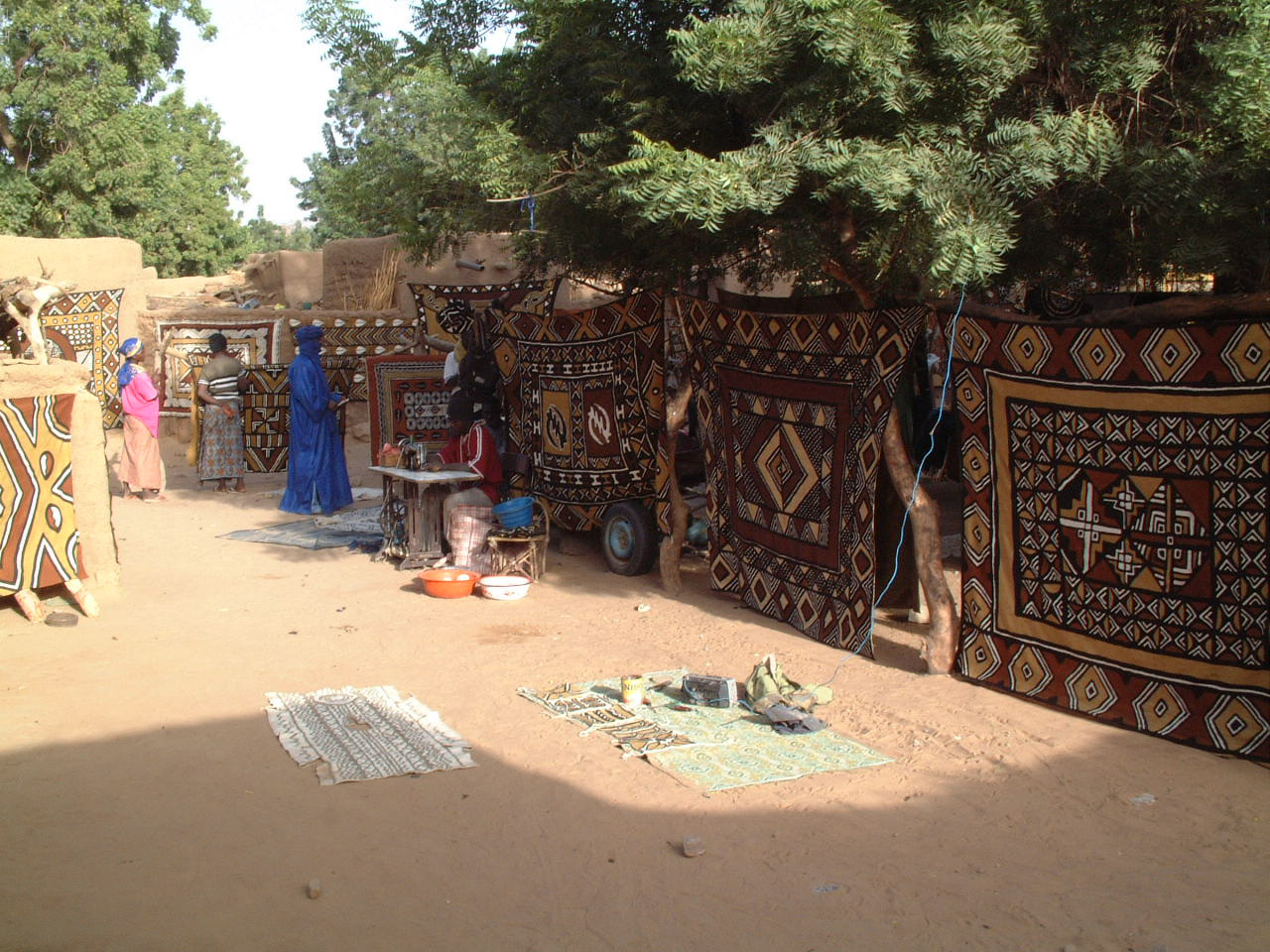
Bogolan.

Bogolan (även Bogolanfini) är ett traditionellt mönstrat tyg som främst tillverkas av folkgruppen Bambara i Mali, men även i Burkina Faso, Guinea, Elfenbenskusten och Senegal. 
Namnet betyder "(tillverkad) av jord" på bambara, och kommer av att man i ett av de många tillverkningsstegen använder fermenterad lera. Traditionellt är det männen som väver tyget, och kvinnorna som skapar mönstren. Mönstren är vanligen svarta med vita geometriska linjer och figurer. 
Under senare årtionden har bogolan upplevt en betydande renässans, och även blivit något av en nationalsymbol för Mali. 